# Katedra w Mariestad
Katedra w Mariestad (szw. Mariestads domkyrka) – kościół położony w Mariestad, region terytorialny Västra Götaland, region historyczny Västergötland. Kościół parafialny szwedzkiego kościoła ewangelicko-luterańskiego w parafii Mariestad w gminie Mariestad w diecezji Skara.
Kościół w Mariestad jest jednym z dwóch kościołów w Szwecji noszących miano katedry, chociaż nie ma podporządkowanej sobie żadnej diecezji; drugim jest katedra w Kalmarze.
Katedra ma status zabytku sakralnego według rozdz. 4 Kulturminneslagen (pol. Prawo o pamiątkach kultury) ponieważ została wzniesiona do końca 1939 (3 §).

## Historia
Miasto Mariestad, założone w 1583 przez księcia Karola, późniejszego króla Szwecji Karola IX wzięło swą nazwę od jego żony, księżniczki palatynatu reńskiego Anny Marii Wittelsbach. Miasto wyłamało się spod zwierzchnictwa diecezji w Skarze i stanowiło w latach 1584-1647 superintendenturę, typ kościelnej jednostki administracyjnej powstałej po reformacji z superintendentem a nie biskupem na czele.
Kościół w Mariestad wybudowano w latach 1593-1625 z polecenia księcia Karola w następstwie religijnych sprzeczności między nim a jego bratem Janem III, który polecił wybudować w 1590 kościół św. Klary w Sztokholmie; kościół ten zresztą stał się wzorem architektonicznym dla mającego powstać kościoła w Mariestadzie.
W 1658 superintendentura została przeniesiona z Mariestad do Karlstad.
List królewski z 9 stycznia 1696 stwierdzał, iż kościół w Mariestad nie może być już traktowany jako katedra.

## Architektura

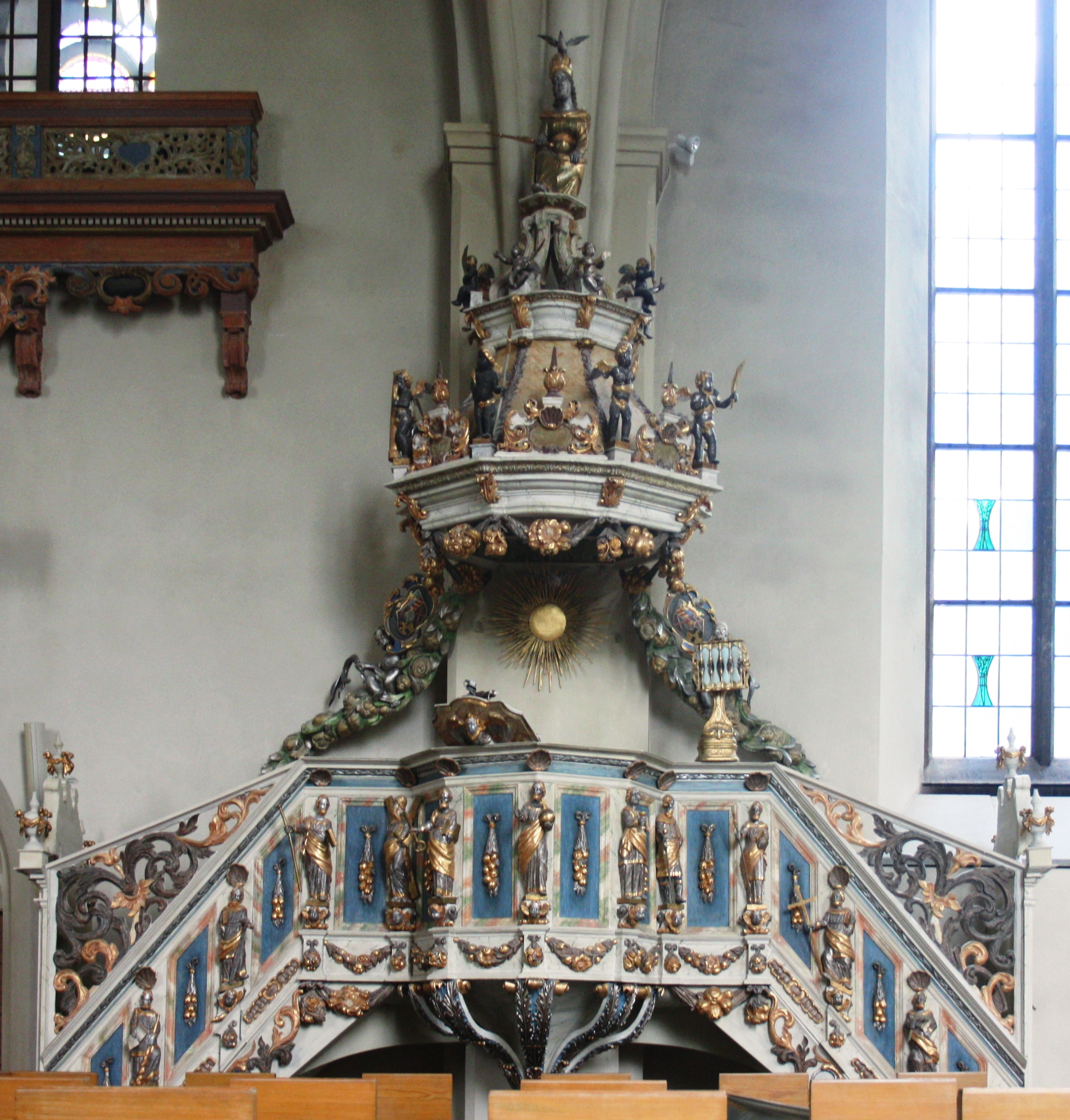
Ambona

Okazała katedra w Mariestad jest jedną z najwybitniejszych budowli powstałych w Szwecji na przełomie XVI i XVII w.
Została wzniesiona jako świątynia jednonawowa z transeptem na planie krzyża łacińskiego w stylu późnogotyckim, z obszernymi, ostrołukowymi oknami i wysoką wieżą (82 m) od zachodu.
Z zewnątrz budowla jest nieotynkowana, obłożona ociosanym, nieregularnym kamieniem polnym oraz czerwonym, gładko ciosanym wapieniem w narożnikach. Dach mansardowy świątyni jest pokryty, podobnie jak wieża, blachą miedzianą.
Obecny wygląd kościoła jest rezultatem jego restauracji przeprowadzonej w latach 1903-1905 przez architekta Folke Zettervalla.
Wewnątrz świątynia ugina się od nadmiaru ozdób. Uwagę zwraca barokowa ambona udekorowana srebrnymi i czarnymi aniołami oraz witraże z zielonymi lub żółtymi snopkami, po których spacerują realistycznie przedstawione owady.